# Tito Flávio Petro
Tito Flávio Petro (em latim: Titus Flavius Petro) foi um romano que viveu em meados do século I a.C. Avô paterno do imperador Vespasiano, trabalhava como jornaleiro; cada verão cruzava o Po a fim de ajudar os Sabinos com a sua colheita.
Nasceu e criou-se em Reate. Combateu como centurião sob as ordens de Pompeu durante a Segunda Guerra Civil da República de Roma. Após abandonar o campo de batalha em Farsália (Grécia), obteve perdão e tornou-se arrecadador de impostos. Contraiu matrimônio com uma mulher chamada Tértula;[carece de fontes?] fruto deste matrimônio nasceu Tito Flávio Sabino.